# Eupithecia jezonica
Eupithecia jezonica là một loài bướm đêm trong họ Geometridae.